# Александра Ангальтська
Александра Тереза Марія Ангальтська (нім. Alexandra Therese Marie von Anhalt, 4 лютого 1868 — 26 серпня 1958) — принцеса Ангальтська з дому Асканіїв, донька герцога Ангальту Фрідріха I та саксен-альтенбурзької принцеси Антуанетти, дружина титулярного герцога Шварцбурга-Рудольштадта та Швацбурга-Зондерсгаузена Зіццо.

## Біографія
Александра народилась 4 лютого 1868 року в Дессау. Вона була шостою дитиною та другою донькою в родині спадкоємного принца Ангальту Фрідріха та його дружини Антуанетти Саксен-Альтенбурзької. Мала старших братів Леопольда, Фрідріха, Едуарда й Аріберта й сестру Єлизавету. Країною в цей час правив їхній дід Леопольд IV.
Мешкало сімейство у Палаці спадкоємного принца в Дессау. Літні місяці проводили у палаці Верліц. У 1871 році батько Александри став правлячим герцогом. У 1874 році родина переїхала до міського палацу Дессау. 
Наприкінці 1880-х років існували чутки про заручини Александри та герцога Кларенса, хоча молоді люди ніколи не зустрічалися.

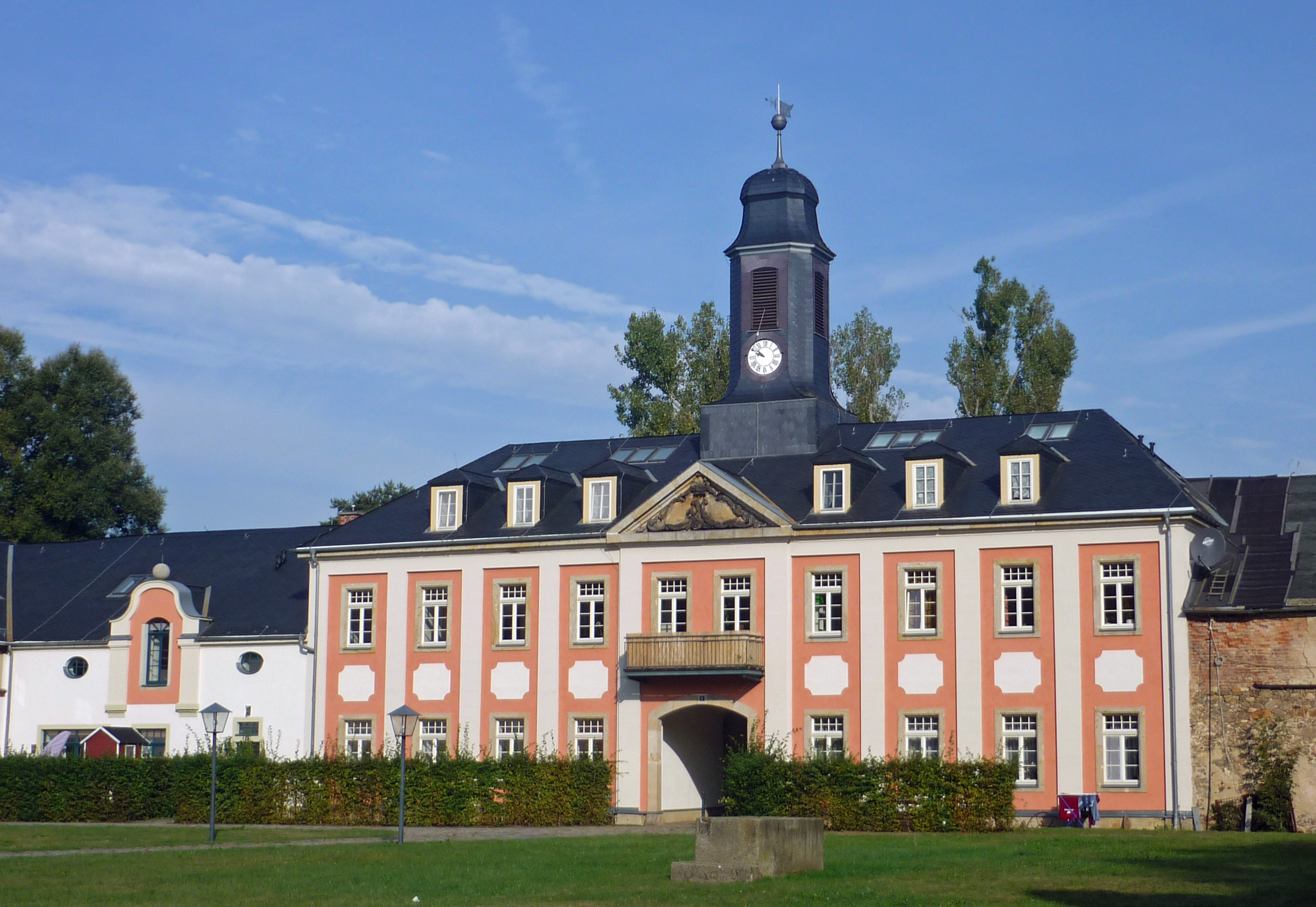
Маєток в Гросгартау

У віці 28 років принцеса взяла шлюб із 37-річним спадкоємним принцом Шварцбурга-Рудольштадта Зіццо. Наречений був молодшим сином князя Шварцбурга-Рудольштадта Фрідріха Ґюнтера та його морганатичної дружини Єлени фон Рейна і до квітня 1896 року носив титул принца Лотенберзького. Втім, на момент весілля він вже став повноправним членом дому Шварцбургів і першим у лінії наслідування трону після свого брата Ґюнтера Віктора. Вінчання відбулося 25 січня 1897 в Дессау. Після медового місяця молодята оселилися в Гросгартау, де принц мав маєток, успадкований від батька. Урочистий в'їзд до володінь відбувся 22 березня 1897. Наступного року навколо садиби був розбитий парк в стилі бароко. У пари з'явилося троє дітей.
У 1909 році Зіццо став також спадкоємним принцом князівства Шварцбург-Зондерсгаузен, яке вступило в особисту унію із Шварцбургом-Рудольштадтом. Втім, відносини принца із правлячим братом погіршилися. Через свою відкритість та доступність Зіццо був більш популярним серед народу. У листопаді 1918 року монархія у німецьких князівствах була скасована. Колишньому правителю Швацбурга була призначена довічна рента в 150 тисяч марок на рік і права користування замком Шварцбург, мисливським замком Ратсфельд і деякими приміщеннями в замку Хайдексбург. Зіццо успадкував права на все це у квітні 1925 року, однак помер менш ніж за рік. 
Александра пережила чоловіка більш, ніж на 30 років. Пішла з життя 26 серпня 1958 року у Шветцингені. Була похована у могилі родини фон Рейна у Шветцингені.

## Родина
Чоловік — Гюнтер Зіццо
Діти:
- Марія Антуанетта (1898—1984) — дружина графа Фрідріха Магнуса Сольм-Вильденфельського, мала п'ятеро дітей;
- Ірена (1899—1939) — одружена не була, дітей не мала;
- Фрідріх Ґюнтер (1901—1971) — титулярний герцог Шварцбурга-Рудольштадта та Шварцбурга-Зондерсгаузена у 1926—1971 роках, був нетривалий час одруженим із принцесою Софією Саксен-Веймар-Айзенаською, мав всиновлену дитину.